# 480 km Dijona 1989
480 km Dijona 1989 je bila druga dirka Svetovnega prvenstva športnih dirkalnikov v sezoni 1989. Odvijala se je 21. maja 1989.

## Rezultati
| Poz    | Razred | Št  | Moštvo                                          | Dirkači                                  | Šasija                             | Gume | Krogi |
| Poz    | Razred | Št  | Moštvo                                          | Dirkači                                  | Motor                              | Gume | Krogi |
| ------ | ------ | --- | ----------------------------------------------- | ---------------------------------------- | ---------------------------------- | ---- | ----- |
| 1      | C1     | 7   | Joest Racing                                    | Frank Jelinski Bob Wollek                | Porsche 962C                       | G    | 127   |
| 1      | C1     | 7   | Joest Racing                                    | Frank Jelinski Bob Wollek                | Porsche Type-935 3.0L Turbo Flat-6 | G    | 127   |
| 2      | C1     | 62  | Team Sauber Mercedes                            | Jean-Louis Schlesser Jochen Mass         | Sauber C9                          | M    | 127   |
| 2      | C1     | 62  | Team Sauber Mercedes                            | Jean-Louis Schlesser Jochen Mass         | Mercedes-Benz M119 5.0L V8         | M    | 127   |
| 3      | C1     | 61  | Team Sauber Mercedes                            | Kenny Acheson Mauro Baldi                | Sauber C9                          | M    | 127   |
| 3      | C1     | 61  | Team Sauber Mercedes                            | Kenny Acheson Mauro Baldi                | Mercedes-Benz M119 5.0L Turbo V8   | M    | 127   |
| 4      | C1     | 37  | Toyota Team Tom's                               | Geoff Lees Johnny Dumfries               | Toyota 88C                         | B    | 126   |
| 4      | C1     | 37  | Toyota Team Tom's                               | Geoff Lees Johnny Dumfries               | Toyota 3S-GTM 2.2L Turbo I4        | B    | 126   |
| 5      | C1     | 14  | Richard Lloyd Racing                            | Tiff Needell Derek Bell                  | Porsche 962C GTi                   | G    | 124   |
| 5      | C1     | 14  | Richard Lloyd Racing                            | Tiff Needell Derek Bell                  | Porsche Type-935 3.0L Turbo Flat-6 | G    | 124   |
| 6      | C1     | 13  | Courage Compétition                             | Pascal Fabre Jean-Louis Bousquet         | Cougar C22S                        | G    | 123   |
| 6      | C1     | 13  | Courage Compétition                             | Pascal Fabre Jean-Louis Bousquet         | Porsche Type-935 3.0L Turbo Flat-6 | G    | 123   |
| 7      | C1     | 8   | Joest Racing                                    | Jean-Louis Ricci Claude Ballot-Léna      | Porsche 962C                       | G    | 123   |
| 7      | C1     | 8   | Joest Racing                                    | Jean-Louis Ricci Claude Ballot-Léna      | Porsche Type-935 3.0L Turbo Flat-6 | G    | 123   |
| 8      | C1     | 26  | France Prototeam                                | Alain Ferté Henri Pescarolo              | Spice SE88C                        | G    | 122   |
| 8      | C1     | 26  | France Prototeam                                | Alain Ferté Henri Pescarolo              | Ford Cosworth DFZ 3.5L V8          | G    | 122   |
| 9      | C1     | 5   | Repsol Brun Motorsport                          | Harald Huysman Oscar Larrauri            | Porsche 962C                       | Y    | 122   |
| 9      | C1     | 5   | Repsol Brun Motorsport                          | Harald Huysman Oscar Larrauri            | Porsche Type-935 3.0L Turbo Flat-6 | Y    | 122   |
| 10     | GTP    | 201 | Mazdaspeed                                      | Pierre Dieudonné Dave Kennedy            | Mazda 767B                         | D    | 121   |
| 10     | GTP    | 201 | Mazdaspeed                                      | Pierre Dieudonné Dave Kennedy            | Mazda 13J 2.6L 4-Rotor             | D    | 121   |
| 11     | C2     | 101 | Chamberlain Engineering                         | Fermín Velez Nick Adams                  | Spice SE89C                        | G    | 121   |
| 11     | C2     | 101 | Chamberlain Engineering                         | Fermín Velez Nick Adams                  | Ford Cosworth DFL 3.3L V8          | G    | 121   |
| 12     | C1     | 41  | Swiss Team Salamin Walter Lechner Racing School | Walter Lechner Ernst Franzmaier          | Porsche 962C                       | G    | 121   |
| 12     | C1     | 41  | Swiss Team Salamin Walter Lechner Racing School | Walter Lechner Ernst Franzmaier          | Porsche Type-935 3.0L Turbo Flat-6 | G    | 121   |
| 13     | C1     | 6   | Repsol Brun Motorsport                          | Walter Brun Jésus Pareja                 | Porsche 962C                       | Y    | 121   |
| 13     | C1     | 6   | Repsol Brun Motorsport                          | Walter Brun Jésus Pareja                 | Porsche Type-935 3.0L Turbo Flat-6 | Y    | 121   |
| 14     | C1     | 21  | Spice Engineering                               | Costas Los Ray Bellm                     | Spice SE89C                        | G    | 121   |
| 14     | C1     | 21  | Spice Engineering                               | Costas Los Ray Bellm                     | Ford Cosworth DFZ 3.5L V8          | G    | 121   |
| 15     | C1     | 23  | Nissan Motorsports International                | Mark Blundell Julian Bailey              | Nissan R89C                        | D    | 120   |
| 15     | C1     | 23  | Nissan Motorsports International                | Mark Blundell Julian Bailey              | Nissan VRH35Z 3.5L Turbo V8        | D    | 120   |
| 16     | C2     | 103 | France Prototeam                                | Almo Coppelli Bernard Thuner             | Spice SE88C                        | G    | 120   |
| 16     | C2     | 103 | France Prototeam                                | Almo Coppelli Bernard Thuner             | Ford Cosworth DFL 3.3L V8          | G    | 120   |
| 17     | C1     | 18  | Aston Martin Ecurie Ecosse                      | Brian Redman David Leslie                | Aston Martin AMR1                  | G    | 119   |
| 17     | C1     | 18  | Aston Martin Ecurie Ecosse                      | Brian Redman David Leslie                | Aston Martin RDP87 6.0L V8         | G    | 119   |
| 18     | C1     | 10  | Porsche Kremer Racing                           | Bruno Giacomelli George Fouché           | Porsche 962CK6                     | Y    | 118   |
| 18     | C1     | 10  | Porsche Kremer Racing                           | Bruno Giacomelli George Fouché           | Porsche Type-935 3.0L Turbo Flat-6 | Y    | 118   |
| 19     | C1     | 34  | Porsche Alméras Montpellier                     | Jacques Alméras Jean-Marie Alméras       | Porsche 962C                       | G    | 118   |
| 19     | C1     | 34  | Porsche Alméras Montpellier                     | Jacques Alméras Jean-Marie Alméras       | Porsche Type-935 3.0L Turbo Flat-6 | G    | 118   |
| 20     | C1     | 72  | Obermaier Primagaz                              | Jürgen Lässig Pierre Yver                | Porsche 962C                       | G    | 118   |
| 20     | C1     | 72  | Obermaier Primagaz                              | Jürgen Lässig Pierre Yver                | Porsche Type-935 3.0L Turbo Flat-6 | G    | 118   |
| 21     | C2     | 111 | PC Automotive                                   | Richard Piper Olindo Iacobelli           | Spice SE88C                        | G    | 118   |
| 21     | C2     | 111 | PC Automotive                                   | Richard Piper Olindo Iacobelli           | Ford Cosworth DFL 3.3L V8          | G    | 118   |
| 22     | C1     | 40  | Swiss Team Salamin                              | Antoine Salamin Max Cohen-Olivar         | Porsche 962C                       | G    | 117   |
| 22     | C1     | 40  | Swiss Team Salamin                              | Antoine Salamin Max Cohen-Olivar         | Porsche Type-935 3.0L Turbo Flat-6 | G    | 117   |
| 23     | C2     | 171 | Team Mako                                       | James Shead Don Shead                    | Spice SE88C                        | G    | 116   |
| 23     | C2     | 171 | Team Mako                                       | James Shead Don Shead                    | Ford Cosworth DFL 3.3L V8          | G    | 116   |
| 24     | C2     | 105 | Porto Kaleo Team                                | Maurizio Gellini Jari Nurminen           | Tiga GC288                         | G    | 113   |
| 24     | C2     | 105 | Porto Kaleo Team                                | Maurizio Gellini Jari Nurminen           | Ford Cosworth 3.3L V8              | G    | 113   |
| 25     | C1     | 20  | Team Davey                                      | Tim Lee-Davey Peter Oberndorfer          | Porsche 962C                       | D    | 111   |
| 25     | C1     | 20  | Team Davey                                      | Tim Lee-Davey Peter Oberndorfer          | Porsche Type-935 3.0L Turbo Flat-6 | D    | 111   |
| 26 DNF | C1     | 1   | Silk Cut Jaguar                                 | Jan Lammers Patrick Tambay               | Jaguar XJR-9                       | D    | 125   |
| 26 DNF | C1     | 1   | Silk Cut Jaguar                                 | Jan Lammers Patrick Tambay               | Jaguar 7.0L V12                    | D    | 125   |
| 27 DNF | C1     | 17  | Dauer Racing                                    | Jochen Dauer Franz Konrad                | Porsche 962C                       | G    | 93    |
| 27 DNF | C1     | 17  | Dauer Racing                                    | Jochen Dauer Franz Konrad                | Porsche Type-935 3.0L Turbo Flat-6 | G    | 93    |
| 28 DNF | C2     | 106 | Porto Kaleo Team                                | Ranieri Randaccio Pasquale Barberio      | Tiga GC288                         | G    | 93    |
| 28 DNF | C2     | 106 | Porto Kaleo Team                                | Ranieri Randaccio Pasquale Barberio      | Ford Cosworth 3.3L V8              | G    | 93    |
| 29 DNF | C1     | 2   | Silk Cut Jaguar                                 | John Nielsen Andy Wallace                | Jaguar XJR-9                       | D    | 79    |
| 29 DNF | C1     | 2   | Silk Cut Jaguar                                 | John Nielsen Andy Wallace                | Jaguar 7.0L V12                    | D    | 79    |
| 30 DNF | C2     | 151 | Pierre-Alain Lombardi                           | Pierre-Alain Lombardi Bruno Sotty        | Spice SE86C                        | G    | 36    |
| 30 DNF | C2     | 151 | Pierre-Alain Lombardi                           | Pierre-Alain Lombardi Bruno Sotty        | Ford Cosworth DFL 3.3L V8          | G    | 36    |
| 31 DNF | C2     | 102 | Chamberlain Engineering                         | Luigi Taverna John Williams              | Spice SE86C                        | G    | 35    |
| 31 DNF | C2     | 102 | Chamberlain Engineering                         | Luigi Taverna John Williams              | Hart 418T 1.8L Turbo I4            | G    | 35    |
| 32 DNF | C1     | 22  | Spice Engineering                               | Wayne Taylor Thorkild Thyrring           | Spice SE89C                        | G    | 32    |
| 32 DNF | C1     | 22  | Spice Engineering                               | Wayne Taylor Thorkild Thyrring           | Ford Cosworth DFZ 3.5L V8          | G    | 32    |
| 33 DNF | C2     | 108 | Roy Baker Racing GP Motorsport                  | Dudley Wood Philippe de Henning          | Spice SE87C                        | G    | 47    |
| 33 DNF | C2     | 108 | Roy Baker Racing GP Motorsport                  | Dudley Wood Philippe de Henning          | Ford Cosworth DFL 3.3L V8          | G    | 47    |
| 34 DNF | C1     | 29  | Mussato Action Car                              | Franco Scapini Andrea de Cesaris         | Lancia LC2                         | D    | 19    |
| 34 DNF | C1     | 29  | Mussato Action Car                              | Franco Scapini Andrea de Cesaris         | Ferrari 308C 3.0L Turbo V8         | D    | 19    |
| 35 DNF | C2     | 177 | Automobiles Louis Descartes                     | Louis Descartes Alain Serpaggi           | ALD C289                           | G    | 15    |
| 35 DNF | C2     | 177 | Automobiles Louis Descartes                     | Louis Descartes Alain Serpaggi           | Ford Cosworth 3.3L V8              | G    | 15    |
| 36 DNF | C1     | 16  | Repsol Brun Motorsport                          | Oscar Larrauri Stanley Dickens           | Porsche 962C                       | Y    | 3     |
| 36 DNF | C1     | 16  | Repsol Brun Motorsport                          | Oscar Larrauri Stanley Dickens           | Porsche Type-935 3.0L Turbo Flat-6 | Y    | 3     |
| DNS    | C2     | 107 | Tiga Racing Team Jean-Claude Ferrarin           | Jean-Claude Ferrarin Jean-Claude Justice | Tiga GC289                         | G    | -     |
| DNS    | C2     | 107 | Tiga Racing Team Jean-Claude Ferrarin           | Jean-Claude Ferrarin Jean-Claude Justice | Ford Cosworth DFL 3.3L V8          | G    | -     |
| DNQ    | C2     | 176 | Automobiles Louis Descartes                     | Sylvain Bouley Thierry Serfaty           | ALD C2                             | G    | -     |
| DNQ    | C2     | 176 | Automobiles Louis Descartes                     | Sylvain Bouley Thierry Serfaty           | BMW M80 3.5L I6                    | G    | -     |
| DNQ    | C2     | 178 | Didier Bonnet                                   | Didier Bonnet Gérard Tremblay            | ALD C2                             | Y    | -     |
| DNQ    | C2     | 178 | Didier Bonnet                                   | Didier Bonnet Gérard Tremblay            | BMW M80 3.5L I6                    | Y    | -     |

## Statistika
- Najboljši štartni položaj - #62 Team Sauber Mercedes - 1:07.275
- Najhitrejši krog - #61 Team Sauber Mercedes - 1:11.739
- Povprečna hitrost - 178.339 km/h